# Vòng loại Giải vô địch bóng đá U-16 châu Á 1998
Vòng loại Giải vô địch bóng đá U-16 châu Á 1988

### Bảng  1
Tất cả các trận đấu diễn ra tại Bawsher, Muscat, Oman
| Đội          | Điểm | Trận | Thắng | Hòa | Thua | Bàn thắng | Bàn thua |
| ------------ | ---- | ---- | ----- | --- | ---- | --------- | -------- |
| Oman         | 9    | 3    | 3     | 0   | 0    | 18        | 1        |
| Kuwait       | 4    | 3    | 1     | 1   | 1    | 8         | 4        |
| Turkmenistan | 4    | 3    | 1     | 1   | 1    | 4         | 6        |
| Palestine    | 0    | 3    | 0     | 0   | 3    | 1         | 20       |

20 tháng 7
| Oman | 4 - 0 | Turkmenistan |

| Palestine | 0 - 6 | Kuwait |

22 tháng 7
| Kuwait | 1 - 3 | Oman |

| Palestine | 1 - 3 | Turkmenistan |

24 tháng 7
| Kuwait | 1 - 1 | Turkmenistan |

| Oman | 11 - 0 | Palestine |

### Bảng  2
Tất cả các trận đấu diễn ra tại Tabriz, Iran
| Đội        | Điểm    | Trận    | Thắng   | Hòa     | Thua    | Bàn thắng | Bàn thua |
| ---------- | ------- | ------- | ------- | ------- | ------- | --------- | -------- |
| Iran       | 6       | 2       | 2       | 0       | 0       | 4         | 0        |
| UAE        | 3       | 2       | 1       | 0       | 1       | 3         | 1        |
| Tajikistan | 0       | 2       | 0       | 0       | 2       | 0         | 6        |
| Yemen      | Rút lui | Rút lui | Rút lui | Rút lui | Rút lui | Rút lui   | Rút lui  |

27 tháng 7
| UAE | 3 - 0 | Tajikistan |

31 tháng 7
| Iran | 1 - 0 | UAE |

2 tháng 8
| Iran | 3 - 0 | Tajikistan |

### Bảng  3
Tất cả các trận đấu diễn ra tại  Ha'il, Ả Rập Xê Út
| Đội         | Điểm | Trận | Thắng | Hòa | Thua | Bàn Thắng | Bàn Thua |
| ----------- | ---- | ---- | ----- | --- | ---- | --------- | -------- |
| Bahrain     | 6    | 2    | 2     | 0   | 0    | 7         | 2        |
| Jordan      | 3    | 2    | 1     | 0   | 1    | 3         | 5        |
| Ả Rập Xê Út | 0    | 2    | 0     | 0   | 2    | 1         | 4        |

3 tháng 8
| Bahrain | 5 - 1 | Jordan |

5 tháng 8
| Bahrain | 2 - 1 | Ả Rập Xê Út |

7 tháng 8
| Jordan | 2 - 0 | Ả Rập Xê Út |

### Bảng 4
Tất cả các trận đấu diễn ra tại Bawsher, Hyderabad, Ấn Độ
| Đội               | Điểm | Trận | Thắng | Hòa | Thua | Bàn thắng | Bàn thua |
| ----------------- | ---- | ---- | ----- | --- | ---- | --------- | -------- |
| CHDCND Triều Tiên | 9    | 3    | 3     | 0   | 0    | 9         | 1        |
| Ấn Độ             | 4    | 3    | 1     | 1   | 1    | 6         | 1        |
| Pakistan          | 2    | 3    | 0     | 2   | 1    | 1         | 3        |
| Kazakhstan        | 1    | 3    | 0     | 1   | 2    | 2         | 13       |

24 tháng 7
| Pakistan | 1 - 1 | Kazakhstan |

| CHDCND Triều Tiên | 1 - 0 | Ấn Độ |

26 tháng 7
| CHDCND Triều Tiên | 2 - 0 | Pakistan |

| Ấn Độ | 6 - 0 | Kazakhstan |

28 tháng 7
| CHDCND Triều Tiên | 6 - 1 | Kazakhstan |

| Pakistan | 0 - 0 | Ấn Độ |

### Bảng  5
Tất cả các trận đấu diễn ra tại Katmandu, Nepal
| Đội        | Điểm | Trận | Thắng | Hòa | Thua | Bàn thắng | Bàn thua |
| ---------- | ---- | ---- | ----- | --- | ---- | --------- | -------- |
| Bangladesh | 9    | 3    | 3     | 0   | 0    | 16        | 0        |
| Nepal      | 6    | 3    | 2     | 0   | 1    | 11        | 1        |
| Sri Lanka  | 3    | 3    | 1     | 0   | 2    | 8         | 5        |
| Guam       | 0    | 3    | 0     | 0   | 3    | 0         | 29       |

20 tháng 4
| Nepal | 10 - 0 | Guam |

21 tháng 4
| Sri Lanka | 0 - 4 | Bangladesh |

23 tháng 4
| Guam | 0 - 8 | Sri Lanka |

24 tháng 4
| Nepal | 0 - 1 | Bangladesh |

26 tháng 4
| Bangladesh | 11 - 0 | Guam |

27 tháng 4
| Nepal | 1 - 0 | Sri Lanka |

### Bảng  6
Tất cả các trận đấu diễn ra tại Tashkent, Uzbekistan
| Đội        | Điểm    | Trận    | Thắng   | Hòa     | Thua    | Bàn thắng | Bàn thua |
| ---------- | ------- | ------- | ------- | ------- | ------- | --------- | -------- |
| Iraq       | 6       | 2       | 2       | 0       | 0       | 8         | 1        |
| Uzbekistan | 3       | 2       | 1       | 0       | 1       | 7         | 3        |
| Maldives   | 0       | 2       | 0       | 0       | 2       | 0         | 11       |
| Bhutan     | Rút lui | Rút lui | Rút lui | Rút lui | Rút lui | Rút lui   | Rút lui  |

16 tháng 6
| Iraq | 5 - 0 | Maldives |

18 tháng 6
| Uzbekistan | 1 - 3 | Iraq |

20 tháng 6
| Uzbekistan | 6 - 0 | Maldives |

### Bảng 7
Tất cả các trận đấu diễn ra tại Thành Đô, Trung Quốc
| Đội         | Điểm    | Trận    | Thắng   | Hòa     | Thua    | Bàn thắng | Bàn thua |
| ----------- | ------- | ------- | ------- | ------- | ------- | --------- | -------- |
| Hàn Quốc    | 4       | 2       | 1       | 1       | 0       | 6         | 0        |
| Trung Quốc  | 4       | 2       | 1       | 1       | 0       | 6         | 0        |
| Đài Loan    | 0       | 2       | 0       | 0       | 2       | 0         | 12       |
| Philippines | Rút lui | Rút lui | Rút lui | Rút lui | Rút lui | Rút lui   | Rút lui  |

16 tháng 5
| Hàn Quốc | 6 - 0 | Đài Loan |

18 tháng 5
| Đài Loan | 0 - 6 | Trung Quốc |

20 tháng 5
| Trung Quốc | 0 - 0 | Hàn Quốc |

### Bảng  8
Tất cả các trận đấu diễn ra tại Yangon, Myanmar
| Đội       | Điểm | Trận | Thắng | Hòa | Thua | Bàn thắng | Bàn thua |
| --------- | ---- | ---- | ----- | --- | ---- | --------- | -------- |
| Nhật Bản  | 12   | 4    | 4     | 0   | 0    | 15        | 2        |
| Myanmar   | 9    | 4    | 3     | 0   | 1    | 13        | 4        |
| Hồng Kông | 4    | 4    | 1     | 1   | 2    | 5         | 9        |
| Lào       | 4    | 4    | 1     | 1   | 2    | 4         | 11       |
| Malaysia  | 0    | 4    | 0     | 0   | 4    | 3         | 14       |

25 tháng 5
| Nhật Bản | 4 - 0 | Hồng Kông |

| Lào | 0 - 5 | Myanmar |

27 tháng 5
| Hồng Kông | 4 - 0 | Malaysia |

| Nhật Bản | 4 - 1 | Lào |

29 tháng 5
| Malaysia | 2 - 3 | Myanmar |

| Hồng Kông | 1 - 1 | Lào |

31 tháng 5
| Nhật Bản | 5 - 0 | Malaysia |

| Myanmar | 4 - 0 | Hồng Kông |

2 tháng 6
| Malaysia | 1 - 2 | Lào |

| Myanmar | 1 - 2 | Nhật Bản |

### Bảng  9
Tất cả các trận đấu diễn ra tại Chon Buri, Thái Lan
| Đội       | Điểm | Trận | Thắng | Hòa | Thua | Bàn thắng | Bàn thua |
| --------- | ---- | ---- | ----- | --- | ---- | --------- | -------- |
| Thái Lan  | 9    | 3    | 3     | 0   | 0    | 25        | 0        |
| Indonesia | 4    | 3    | 1     | 1   | 1    | 8         | 8        |
| Singapore | 4    | 3    | 1     | 1   | 1    | 4         | 12       |
| Brunei    | 0    | 3    | 0     | 0   | 3    | 1         | 18       |

21 tháng 4
| Thái Lan | 9 - 0 | Singapore |

| Brunei | 0 - 6 | Indonesia |

23 tháng 4
| Thái Lan | 10 - 0 | Brunei |

| Indonesia | 2 - 2 | Singapore |

25 tháng 4
| Singapore | 2 - 1 | Brunei |

| Thái Lan | 6 - 0 | Indonesia |

### Các đội tham dự vòng chung kết
- Bahrain
- Bangladesh
- Iran
- Iraq
- CHDCND Triều Tiên
- Hàn Quốc
- Nhật Bản
- Oman
- Qatar (chủ nhà)
- Thái Lan